# باري غلاسمان
باري غلاسمان هو سياسي أمريكي، ولد في 24 مارس 1962 في هافر دي غريس في الولايات المتحدة. نشط حزبياً في الحزب الجمهوري. وقد انتخب عضو مجلس ولاية ماريلند ‏ وانتخب عضو مجلس النواب لولاية ماريلند ‏.